# Замок Ментмор
Замок Ментмор (англ. Mentmore Towers) — английское загородное поместье XIX в., построенное между 1851 и 1854 году для семьи Ротшильдов в деревне Ментмор в Бакингемшире.
Здание спроектировали архитектор Джозеф Пакстон и его зять Джордж Генри Стоукс в стиле Якобинского Возрождения Заказчиком был Майер Амшель Ротшильд. Церемония закладки первого камня в основание здания прошла 31 декабря 1851 года, камень заложила дочь барона Ханна, которой на тот момент было 6 месяцев.
Ротшильд подарил поместье Ханне, после её брака с Арчибальдом Розбери дом стал принадлежать семье Розбери. Поместье считалось одним из самых роскошных домов Викторианской эпохи.
Ментмор стал первым поместьем Ротшильдов в Эйлсбери-Вейл. Барон Майер де Ротшильд приобрёл поместье в 1850 году за £12,400. Поместье стало также самым большим владением Ротшильдов в Англии. Позже появились другие поместья семьи: в Тринге в Хартфордшире, Аскотте, Астоне, Клинтоне, Уоддесдоне и Халтоне.
К 1944 году большая часть парка вокруг поместья была продана, но оно оставалось в собственности семьи до 1977 года. В сентябре 1951 года Ментмор был включён в национальный каталог объектов национального достояния (National Heritage List for England).
В 1976 году лорд Розбери предложил Национальному фонду приобрести поместье за £2 миллиона, однако, сделка не состоялась.
В 1977 году состоялся знаменитый аукцион дома Sotheby, во время которого была продана большая часть картин и предметов из коллекции поместья
. Среди проданого имущества были картины Томаса Гейнсборо и Джошуа Рейнольдса, а также мебель Томаса Чиппендейла.
Само поместье перешло в собственность Maharishi Foundation, основанную Махариши Махеш Йоги. В 1999 году оно было продано инвестору Симону Халаби, который планировал превратить замок в шестизвёздочный отель, но обанкротился в 2009 году. По состоянию на 2020 год, поместье находилось в запустении, на территории поместья функционировал гольф-клуб, открытый Халаби в 1992 году.

## Замок в кино
На территории поместья снимались «Бразилия» (1985) Терри Гиллиама, «Поток» (1989) Стивена Лисбергера, сцена оргии участников тайного общества в фильме «С широко закрытыми глазами» Стэнли Кубрика (1999), «Перо маркиза де Сада» (2000) Филипа Кауфмана, «Мумия возвращается» (2001) Стивена Соммерса, «Ali G Indahouse» (2002) Марка Майлода и «Агент Джонни Инглиш» (2003). Поместье также было показано в фильме «Бэтмен: Начало» Кристофера Нолана в качестве поместья Уэйна и фильме Бесконечность (2021) Антуана Фукуа в качестве резиденции Батерста.